# André Lima (estilista)

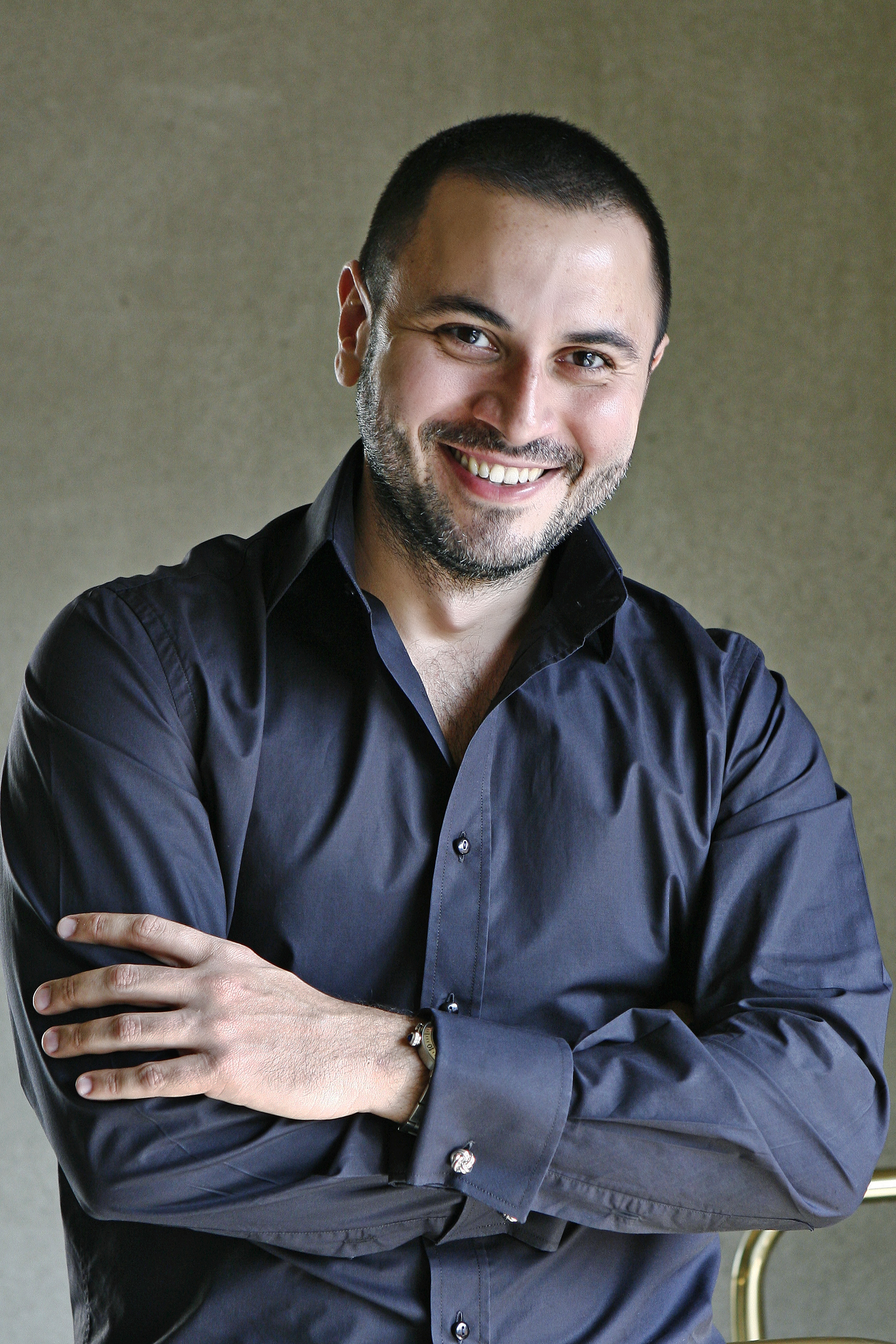

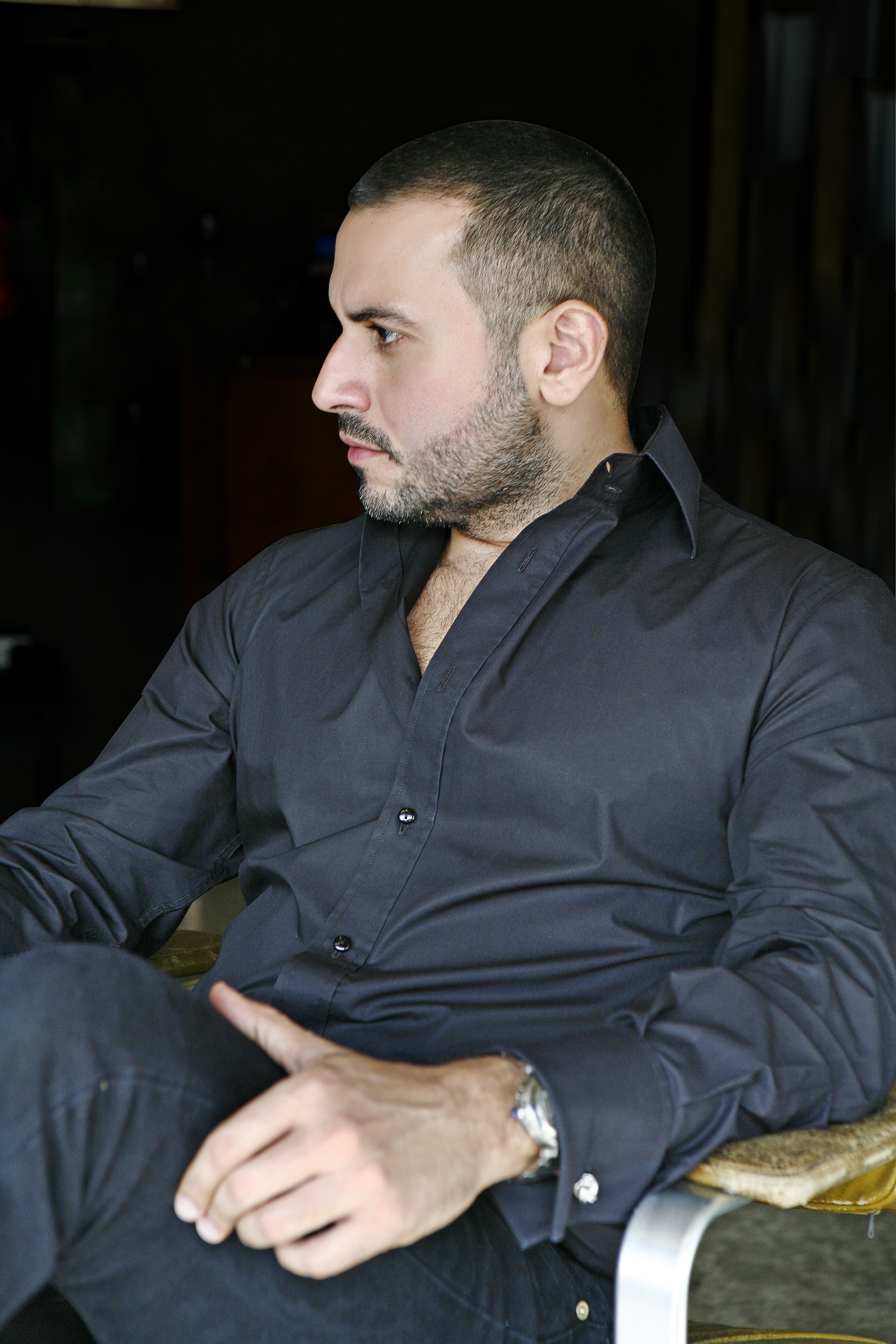

André Luis Cardoso Lima (Belém, 1971) é um estilista brasileiro.

## Biografia
Quando criança, vivia num casarão com a mãe, professora de matemática e português; a avó, costureira e três tias. Seu pai era comerciante de Gurupá, e viajava entre a Capital e o pequeno município localizado em uma ilha no rio Amazonas, a dois dias e meio de barco. Ele vendia tecidos no interior e levava André com ele nas lojas para encomendar os cortes que comercializava.
Ainda em Belém, onde viveu a cena underground dos anos 1980, iniciou sua carreira. Mudou-se para São Paulo em 1992, onde trabalhou como produtor de figurinos para programas de televisão.
Em 1999, André Lima foi convidado a participar da Casa de Criadores, um evento de lançamento de novos estilistas. Seu desfile feminino de estreia contou um pouco de sua história: desde pequeno ele colecionava restos de tecidos vendidos por seu pai e com eles criou vestidos, misturando tramas e cores, embalado pela voz de Maria Bethânia, grande fonte de inspiração para o estilista.
Em 2007, André amplia sua coleção e lança a linha Dia de André Lima com looks urbanos, confeccionados em algodão.
Lançada em 2008, a Coleção Moda Brasileira, iniciativa da editora Cosac Naify no mercado editorial nacional, traça um panorama da moda contemporânea produzida no Brasil no início do século XXI e inclui uma biografia sua.